# Кнурмен
Кнурмен (англ. Duffman) — персонаж американського мультсеріалу «Сімпсони». Кнурмен працює промоутером пива «Кнур» (англ. Duff).

## Основні дані
Ніхто з родини Кнурмена ніколи не згадувався у серіалі. Як зізнався сам Кнурмен — у нього є брат, але його ім'я ніколи не згадувалося у серіалі. Самому Кнурмену — близько 35-36 років, він не одружений, але його постійно можна побачити з жінками.
Кнурмен працює промоутером пива «Кнур». Його часто можна побачити на вулицях, як він роздає пиво всім охочим. Кнурмен також постійно їздить у компанії веселих дівчат на автобусі, рекламуючи пиво. Кнурмен також бере участь у різних гулянках та дискотеках, де він завжди один з головних дійових осіб. Він також організовує власну гулянку — «Октоберфест».
На одній дискотеці він зізнався, що він єврей. Кнурмен також має власний «супергеройський» костюм: сонцезахисні окуляри, червону накидку на спині (як у Супермена і дивного чоловіка з колоколом на голові, який, очевидно, втік з психлікарні або має серйозні проблеми із психікою), синю сорочку, білий кашкет на голові, сині штани і фірмові суперменські труси поверх штанів, на яких кріпляться банки з пивом. Кнурмен також вміє керувати дирижаблем і невеличким літаком, який теж рекламує пиво.
Кнурмен не є негативним персонажем — він просто обожнює різні вечірки. Він ніколи не був скупим і випромінює доброту і намагання когось врятувати. Виявляється, він боїться води і не такий вже й сильний, як інколи здається. Незважаючи на запальний характер, він завжди перший на брудній роботі або у благодійній справі. Завжди присутній на бейсбольних матчах, де роздає безплатний «Кнур» і працює робітником, який веде рахунок на табло.
У Кнурмена є лише одне офіційне ім'я, іноді його називають Даффменом — від англійської назви пива «Кнур». Проте у серії 12 сезону «Hungry, Hungry Homer» він каже що його звуть Сід, а у 15 сезоні зазначає, що його звуть Баррі.
Кнурмен у серіалі має епізодичну роль і з'являється дуже нечасто. Він був головною дійовою особою у серії «Old Yeller Belly», де Гомера врятував з палаючого будиночку Барта кіт Сніжок. Гомер відмовився від Маленького Помічника Санти і тоді пес став головним промоутером пива «Кнур». Однак, за допомогою Барта Кнурмен знову повернувся на колишнє місце праці.
Також у серії 26 сезону «Waiting for Duffman» Кнурмен переносить важку операцію і перестає бути талісманом пива «Кнур», однак наприкінці серії він знову повертається до роботи.